# João Ângelo (sebastocrator)
João Ângelo (em grego: Ἰωάννης Ἄγγελος, fl. 1328 – 1348) foi um aristocrata, general e governador bizantino. Se distinguiu primeiro pela supressão da revolta em Epiro em 1339-1340, onde foi em seguida nomeado como governador. Um parente do estadista e imperador João VI Cantacuzeno (r. 1347–1354), se aliou a ele na guerra civil bizantina de 1341-1347 e, no final de 1342, recebeu o governo da Tessália (e, possivelmente, do Epiro), cargo que manteve até a sua morte em 1348.

## Biografia

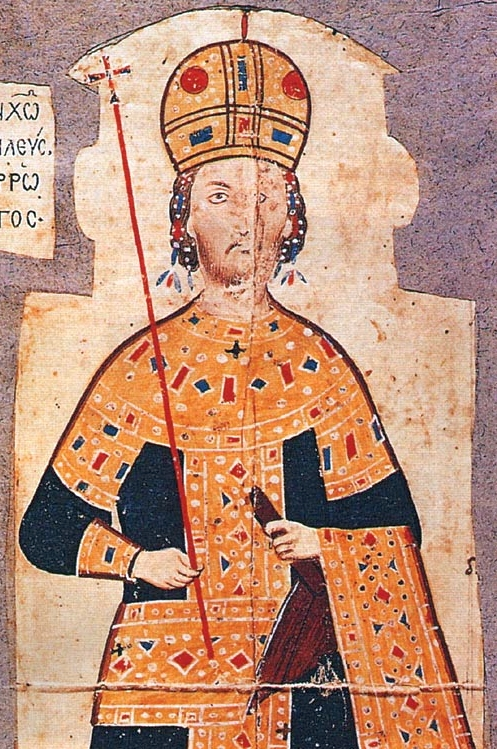
Miniatura de r.

João Ângelo era um parente - ele aparece como primo ou sobrinho nas fontes, com este último sendo mais provável - de João Cantacuzeno, o amigo mais próximo de Andrônico III Paleólogo (r. 1328–1341) e futuro imperador como João VI (r. 1347–1354). Os nomes dos seus pais são desconhecidos e a única informação precisa disponível sobre ele é que era genro do protovestiário Andrônico Paleólogo. Em suas memórias, João Cantacuzeno afirma que ele mesmo criou João Ângelo e o ensinou a arte da guerra.
João aparece pela primeira vez em 1328, quando era governador da cidade de Castória. Nos anos após a morte de João II Orsini (r. 1323–1335), em 1335, Andrônico III já havia anexado gradativamente os territórios do Despotado de Epiro na Tessália, em Epiro e na Albânia. Em c. 1336/1337, João Ângelo manteve o posto de céfalo de Janina, com o título de pincerna. Havia ressentimentos, porém, com relação ao governo bizantino na região e, em 1339, uma revolta irrompeu no Epiro, que rapidamente cresceu e conseguiu conquistar umas poucas fortalezas estratégicas, incluindo a capital, Arta. No final do mesmo ano, João Ângelo foi enviado por Andrônico III juntamente com o governador da Tessália, Miguel Monômaco, na vanguarda de um exército bizantino. O imperador e Cantacuzeno seguiram para a região na primavera de 1340. Já no final do ano a revolta foi sufocada e João Ângelo foi nomeado governador imperial em Arta.

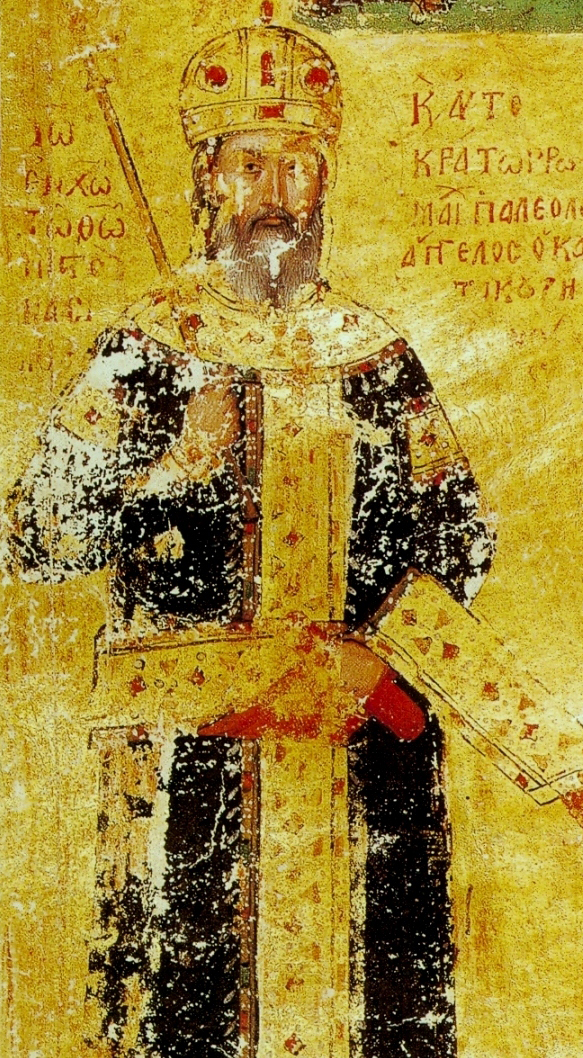
Miniatura de r.

João permaneceu no Epiro como governador até a morte de Andrônico III em junho de 1341. Ele então deixou o cargo e viajou com uma delegação de altos-oficiais para se encontrar com Cantacuzeno em Demótica. Com a irrupção da guerra civil no início do outono, ingressou no partido de Cantacuzeno e esteve presente quando ele foi aclamado imperador em Demótica em 26 de outubro de 1341. Na primavera de 1342, Ângelo seguiu Cantacuzeno em sua fracassada campanha em Tessalônica e na fuga subsequente para a Sérvia, para a corte de Estêvão Uresis IV (r. 1331–1346).
No final do mesmo ano, porém, os magnatas da Tessália foram até Cantacuzeno e lhe ofereceram apoio na guerra. Após as negociações terem sido concluídas com sucesso, Cantacuzeno emitiu uma bula dourada nomeando João Ângelo, que também tinha o estatuto de pincerna na corte, como governador vitalício da Tessália. Embora Ângelo tenha sido posteriormente elevado ao cargo ainda mais alto de sebastocrator e desfrutado de alguma autonomia, sua autoridade era limitada: o posto não era hereditário e ele era estritamente um delegado do imperador. Ângelo reinou com bastante sucesso. Tirando vantagem do declínio da Companhia Catalã do Ducado de Atenas, conquistou terreno ao sul e chegou a estender sua autoridade sobre Epiro e Acarnânia também, onde prendeu e colocou em prisão domiciliar Ana Paleóloga, a ardilosa viúva de João II Orsini e irmã de sua esposa. Suas ações, em meio à guerra civil, deram a Cantacuzeno um respiro há muito necessário. No início de 1343, participou, à frente do contingente de cavalaria da Tessália, na tentativa fracassada de Cantacuzeno de tomar a cidade de Tessalônica.
João Ângelo continuou a governar a Tessália (e, possivelmente, Epiro e Acarnânia também) até o início de 1348, quando morreu da Peste Negra que estava então devastando a região e causando uma severa perda populacional. Os sérvios rapidamente se aproveitaram: Epiro caiu frente ao próprio Uresis no outono de 1347, enquanto que a Tessália foi tomada meses depois da morte de João pelo general sérvio Gregório Prealimpo, que se tornou o novo governador em nome de Uresis.

## Família
Pouco se sabe da família de João Ângelo. Casou-se com uma das filhas do protovestiário Andrônico Paleólogo, uma irmã da rainha de Epiro Ana Paleóloga. Não se sabe se eles tiveram filhos, embora alguns autores tenham conjecturado que os irmãos conhecidos como Pincerneus (Pinkernaioi), ativos em Epiro na virada para o século XV, seriam seus descendentes.